# 오버로트호른
오버로트호른(독일어: Oberrothorn, 3,414m)은 스위스 발레주 페나인 알프스의 산으로, 체르마트를 내려다 보고 있다. 정상은 운터로트호른 케이블카 정류장 또는 수네가에서 남쪽 측면의 트레일을 통해 쉽게 도달할 수 있다.
오버로트호른에는 알프스에서 가장 높은 하이킹 코스 중 하나로 걸어서 올라갈 수 있는 가장 높은 알파인 정상이 있다는 주장이 종종 제기되기도 한다. 그러한 진술은 주관적이지만, 그 높이의 알파인 정상에 대한 산의 비정상적인 접근성을 반영한다.
체르마트 동쪽에 위치하기 때문에 산을 오르내리는 주요 루트의 하이커들은 계곡을 가로지르는 마테호른의 훌륭한 전망을 제공하며 인기 있는 회른리 능선 등반 루트가 눈에 띈다.